# Cabore
Everaldo de Jesus Pereira
Everaldo de Jesus Pereira, dit Cabore, est un footballeur brésilien né le 19 février 1980.